# Acarospora flavisparsa
Acarospora flavisparsa é uma espécie de líquen da família Acarosporaceae. Foi descrito cientificamente em 2011.